# Caserío en Vitoriano
El Caserío n.º 17 ubicado en el Barrio de Abajo de Bitoriano, en el municipio de Zuya (Álava, España) es una edificación aislada, sita en la parte occidental de la localidad, al borde del camino de Guillerna.
Cronológicamente, se adscribe a la segunda mitad del siglo XVII y mantiene sus características tipológicas originales, tanto en la fachada principal como en el sistema estructural de madera.
Presenta planta rectangular, alzado en dos pisos, con un pequeño secadero bajocubierta y cubierta a dos aguas, con caballete perpendicular a la fachada principal. El alero, de gran vuelo, se apea en recias tornapuntas.
La fachada principal se orienta hacia el sur. La planta baja se apareja en mampostería, con sillares en los recercos. El inmueble presenta dos vanos de acceso:
- el central, de ingreso en la vivienda, con un arco rebajado.
- el acceso a las cuadras, a su derecha, adintelado sobre ménsulas.

En la parte izquierda se abre una ventana adintelada, recercada en sillar.
La primera planta retranqueada presenta fábrica de entramado de madera y ladrillo. Se abren cuatro vanos adintelados, uno de los cuales es la puerta de acceso al pajar; sobre los dos centrales aparecen dos celosías labradas en piedra, con motivos florales.
En el lateral izquierdo del caserío se adosa una cabaña abierta, cuya cubierta es la prolongación del tejado de aquel.